# Luisa Riley
Luisa Riley (Ciudad de México, México, 1954) es una directora, periodista, editora, productora y guionista de documentales mexicana. En 2012 estrenó el documental Flor en otomí, que narra la vida de la guerrillera mexicana Dení Prieto Stock. 

## Trayectoria
Cursó una licenciatura en Letras Francesas en la Universidad de París 8 en Vincennes. Se formó como periodista e investigadora de manera autodidacta e inició su vida profesional en 1972 en el cine independiente. 
Desde 1987, ha realizado muchos documentales para televisión y en 2009, después de varias entrevistas hechas a otros directores de documentales para televisión, escribe "Los documentales para la televisión" que se puede encontrar en el libro La construcción de la memoria (Historias del documental mexicano), coordinado por María Guadalupe Ochoa Ávila y publicado en 2013. En este mismo se pregunta "¿Existe el género documental para televisión?"
Se ha interesado sobre todo a la construcción de la memoria en México, como ella dice "para saber que ya ocurrió y tuvo resultados funestos; porque ese dolor, esa tragedia, es inimaginable, y deja una secuela terrible en la sociedad. Y si no la volteamos a ver y no nos damos cuenta, entonces estamos como adormecidos y vamos de tumbo en tumbo".

## Premios y reconocimientos[3]
- En 1999, recibe el Primer Premio del Club Primera Plana (ahora el Premio Nacional de Periodismo) por su cortometraje documental Niños por la paz (1998).
- En 2004, recibe el Premio Nacional de Periodismo (ahora Premio Nacional de Comunicación[4]) José Pagés Llergo por su largometraje documental Los tres siglos de Mariana Frenk-Westheim (2004).
- Con su largometraje documental Flor en otomí[5] participa en 2012 a la décima edición del FICM. También participó en el Festival Internacional de Cine en Guadalajara, en el Festival Internacional de Programas Audiovisuales (FIPA en Biarritz, Francia), entre otros. Obtuvo el premio a Mejor Largometraje Documental Mexicano en el Festival Internacional de Cine de Guanajuato, el premio a Mejor Documental en la categoría Movimientos Sociales en el Encuentro Hispanoamericano de Cine y Video Documental Independiente Contra el Silencio[6] y el Premio del Público en el Festival Internacional de Cine de Derechos Humanos: Testigo, México.
- En 2013, su largometraje documental Javier Sicila. En la soledad del otro[7] fue selecionado para el Festival de Cine Latino de Chicago[8] y recibió una Mención Honorífica en la categoría Movimientos Sociales del Encuentro Contra el Silencio Todas las Voces, México.

## Filmografía
- Niños por la paz (1998)
- Los tres siglos de Mariana Frenk-Westheim (2004)
- Maka. Mujer Árbol, amor. Muro, sueño, linea... (2004)
- Garbanzo de a libra (2004)
- Alberto Gironella: Lo mio es el loco intento de pintar el tiempo (2004)
- Mujeres del color de la luna (2006)
- Gurrola y su cosmos total (2006)
- Pienso que soy inmortal y casi lo soy: Paco Ignacio Taibo I (2008)
- Flor en otomí (2012)
- Javier Sicila. En la soledad del otro (2013)